# Amours et illusions
Amours et illusions (Além da Ilusão) est une telenovela brésilienne produite et diffusée entre le 7 février 2022 et le 19 août 2022 sur Rede Globo.
En France d'outre-mer, le feuilleton a été remonté en 60 épisodes de 45 minutes et diffusé entre le 16 septembre 2023 et le 6 avril 2024 sur le réseau La 1ère, et disponible en intégralité sur 6play entre le 9 novembre 2023 et le 8 novembre 2024.
En France, elle est diffusée entre le 4 octobre 2024 et le 26 décembre 2024 sur Novelas TV.

## Synopsis
Après avoir passé dix ans emprisonné à tort pour la mort de sa petite amie Elisa, l'illusionniste Davi revient à la ferme qui appartient à la famille de cette dernière, sous une autre identité. Il découvre que la jeune sœur de celle-ci, Isadora, lui ressemble de façon troublante en grandissant. Tous deux tombent éperdument amoureux, mais ils devront lutter contre le sinistre Joaquim et d'autres facteurs extérieurs qui menacent cette grande passion.

## Distribution

### Rôles principaux
| Acteur/Actrice         | Personnage                           |
| ---------------------- | ------------------------------------ |
| Larissa Manoela        | Isadora Camargo Tapajós (Dorinha)    |
| Larissa Manoela        | Elisa Camargo Tapajós (1ª fase)      |
| Rafael Vitti           | Davi Jardim / Rafael Antunes         |
| Danilo Mesquita        | Joaquim Alves                        |
| Bárbara Paz            | Úrsula Alves                         |
| Antonio Calloni        | Matias Tapajós                       |
| Malu Galli             | Violeta Camargo Tapajós              |
| Marcello Novaes        | Eugênio Barbosa                      |
| Paloma Duarte          | Heloísa Camargo                      |
| Eriberto Leão          | Leônidas Lobato                      |
| Débora Ozório          | Olívia Souza / Clara Camargo Tapajós |
| Jayme Matarazzo        | Padre Tenório Marques                |
| Caroline Dallarosa     | Arminda Figueiredo Andrade           |
| Duda Brack             | Iolanda Flores                       |
| Marisa Orth            | Margô Gauthier                       |
| Marcos Veras           | Enrico Prata / Odilon Paixão         |
| Gaby Amarantos         | Emília Pereira                       |
| Paulo Betti            | Constantino Andrade                  |
| Paulo Betti            | Valentino Estrella                   |
| Alexandra Richter      | Júlia Figueiredo Andrade (Julinha)   |
| Arlete Salles          | Santa Figueiredo                     |
| Larissa Nunes          | Letícia Carvalho                     |
| Guilherme Prates       | Lorenzo Martinelli                   |
| Matheus Dias           | Bento Nogueira                       |
| Ricky Tavares          | Inácio Cabral / Milko                |
| Carol Romano           | Mariana Machado                      |
| Olívia Araújo          | Augusta dos Santos                   |
| Mariah da Penha        | Manuela dos Santos                   |
| Patricia Pinho         | Fátima Souza                         |
| Cláudio Jaborandy      | Benedito Souza (Benê)                |
| Luciano Quirino        | Abílio Nogueira                      |
| Carla Cristina Cardoso | Felicidade Carvalho                  |
| Guilherme Silva        | Onofre Carvalho                      |
| Cláudio Gabriel        | Cipriano Pereira                     |
| Roberta Gualda         | Giovanna Martinelli                  |
| Marcelo Escorel        | Geraldo                              |
| Patrick Sampaio        | Artur Batista                        |
| Andrea Dantas          | Romana de Oliveira Rosa              |
| Jorge Lucas            | Delegado Salvador                    |
| Adriano Petermann      | Abel Soares                          |
| Alex Brasil            | Dr. Elias Costa                      |
| Luciana de Rezende     | Iara Viana                           |
| Giulia Ayumi           | Ritinha                              |
| Lais Gavazzi           | Inês                                 |
| Thayla Luz             | Silvana Grimaldi                     |
| Nicolas Parente        | João Pereira (Jojo)                  |
| Vivi Sabino            | Madalena Carvalho (Madá)             |

### Participations spéciales
| Acteur/Actrice      | Personnage                  |
| ------------------- | --------------------------- |
| Fabrício Belsoff    | Rafael Antunes (verdadeiro) |
| Lima Duarte         | Afonso Camargo              |
| João Vitti          | Arnaldo Jardim              |
| Glória Pires        | Nise da Silveira            |
| Ângela Vieira       | Lisiê Marques               |
| Johnny Massaro      | Nelsinho                    |
| Regiane Alves       | Dirce                       |
| Michel Blois        | Leopoldo Cintra             |
| Nikolas Antunes     | Plínio Rivera               |
| Emiliano Queiroz    | Padre Romeu                 |
| Marcos Breda        | Juiz Raimundo Barros        |
| Marcela Muniz       | Cândida Goldman             |
| Pablo Morais        | Marcos Valdez               |
| Antônio Fragoso     | Alfredo Gomes               |
| Eunice Bráulio      | Eunice                      |
| Alcione Mazzeo      | Dona Creuza                 |
| Joelson Medeiros    | Sandoval                    |
| Gustavo Machado     | Promotor Furtado            |
| Hugo Resende        | Gaspar                      |
| Anja Bittencourt    | Dona Abigail                |
| Dani Moreno         | Anastácia Lobato            |
| Maria Manoella      | Lyra                        |
| Lana Guelero        | Paraka                      |
| Sacha Bali          | Pablo Menezes               |
| Paulo Carvalho      | Bartolomeu Lobato           |
| Júlio Levy          | Dr. Amaro                   |
| Beth Zalcman        | Stella                      |
| José Trassi         | Dr. Reynaldo                |
| Beth Lamas          | Hermínia                    |
| Jaime Leibovitch    | Frei Aguinaldo              |
| Charles Fricks      | Danilo Dantas               |
| Gustavo Ottoni      | Prefeito Isaías Peixoto     |
| Bruno Bevan         | Yanko                       |
| Juliane Araújo      | Sueli                       |
| Fabiano Persi       | Perito Diniz                |
| Thierry Tremouroux  | Gerard                      |
| Alexandre Lino      | Antenor                     |
| Marilha Galla       | Yedda Schmidt               |
| Ivo Gandra          | Carlos                      |
| Caio Lucas Leão     | Rubens                      |
| Ruan Aguiar         | Ícaro                       |
| Cristiana Pompeo    | Shirley                     |
| Léo Castro          | Alcides                     |
| Bernardo Filaretti  | Luís Augusto                |
| Lucas Oradovschi    | Misha                       |
| Amaury Lorenzo      | Aristides                   |
| Vitória Fallavena   | Mércia Lins                 |
| Luan Borges         | Natan Batista               |
| Shimon Nahmias      | Francisco Cintra            |
| Alan Pellegrino     | Ademar Silveira             |
| Miguel Tavares      | Fernando Lobato Camargo     |
| Arthur Jr.          | Antônio Flores (Toninho)    |
| Alcemar Vieira      | Delegado Américo            |
| Alexandre Jábali    | Dr. Severo                  |
| William Vita        | Locutor Garcia Lopes        |
| Flávio Baiocchi     | Delegado Cabral             |
| Aldo Perrotta       | Dr. Álvares                 |
| Caio Pozes          | Goulart Jr.                 |
| Leandra Lopez       | Lavínia                     |
| Felipe Herzog       | Concierge                   |
| Rita Lemgruber      | Mercedes                    |
| Samir Murad         | Dr. Munhoz                  |
| Anna Paula Black    | Conceição Salvador          |
| André Teixeira      | Sargento Padilha            |
| Thaty Taranto       | Izabel                      |
| Bruno Nunes         | Soldado Fonseca             |
| Lucas Drummond      | Soldado Hoffmann            |
| Ana Carolina Rainha | Darcy Vargas                |
| Felipe Haiut        | Tenente Nelson              |
| Victor Grimoni      | Elizeu                      |
| Ju Vianna           | Natasha                     |
| Aléssio Abdon       | Pacheco                     |
| Cláudio Cinti       | Gilberto                    |
| Emmílio Moreira     | Dr. Ambrósio                |
| Ana Isabela Godinho | Neide                       |
| Diogo Savalla       | Tobias                      |
| Werles Pajero       | Domingos                    |
| Pia Manfroni        | Filipa                      |
| Ralf Itzel          | Mr. Taylor                  |
| Ricardo Ripa        | Afrânio                     |
| Saulo Rodrigues     | Dr. D'Angelo                |
| Bernardo Schlegel   | Heitor                      |
| Alexandre Dacosta   | Severino                    |
| Fabiana Schunk      | Lizete                      |
| Herton Gustavo      | Paranhos                    |
| Rafael Gualandi     | Tavito                      |
| Laura Prado         | Deolinda                    |
| Felipe Luhan        | Túlio                       |
| Gabriel Montenegro  | Mágico Sirius               |
| Zu Vedovato         | Lucinha / Lúcio             |
| Dani Marques        | Therezinha Maia             |
| Antônio Alves       | Carlito                     |
| Adri Lima           | Eleonora                    |
| Daniel Braga        | Gastão                      |
| Fábio Guará         | Leonardo                    |
| Evelyn Montesano    | Celeste                     |
| Cláudia Provedel    | Hortência                   |
| Paula Frascari      | Jacira                      |
| Flávio Leimig       | Charles                     |
| Rodrigo Rangel      | Ulisses                     |
| Jack Berraquero     | Pestana                     |
| Paulo Hamilton      | Navalha                     |
| Sergio Monte        | Seu Pimenta                 |
| Daniel Dias         | Dr. Alfredo                 |
| Sofia Budke         | Isadora (criança)           |
| Bernardo Cintra     | Davi (15 anos)              |
| Thiago Voltolini    | Joaquim (15 anos)           |
| Letícia Pedro       | Olívia (15 anos)            |
| Pedro Guilherme     | Bento (15 anos)             |
| Maria Luiza Galhano | Letícia (15 anos)           |
| Vinícius Pieri      | Lorenzo (15 anos)           |
| Ana Clara Winter    | Heloísa (jovem)             |

## Version française
La version française est assurée par Studio Plug-in au Maroc.
Avec les voix de Nathalie Leplay, Gabriel Delmas, Alex Pinault, Fanny Dalmau, Claire Staub, Jean-Albert Margaine, Hélène Tran, Eric Cuvelier, Martin Girard, Letizia Costantini, Sophie Pastrana, Camille Bechta, Mounia Bennis, Vanessa Lefebvre, Corinne Troisi, Adrien Caminada, Serge Barreau, Anna Fhima, Nicolas Reydet, Layla Hajji, Khaled Berboucha, Dominique Saouri, Emmanuelle Brindel, Farida Hamou, Dounia El Medkouri et Michael Paolinetti.

## Diffusion
- TV Globo (2022)
- La 1ère (2023-2024)
- Novelas TV (2024)